# Zazieweb
Zazieweb est le plus ancien et le plus important réseau social littéraire francophone. Il est cité comme un des sites pionniers de l'Internet francophone et propose un annuaire de dix mille sites littéraires en français.

## Histoire
Né en juin 1996 sous la forme d’un site personnel, ce site Web a d'abord été créé par Isabelle Aveline sous la forme d’un site personnel réalisé dans le cadre d’un Master multimédia aux Ateliers Saint-Sabin (ENSCI). Il a ensuite évolué peu à peu en s’ouvrant à la participation des lecteurs (Les e-lecteurs) et développant différents projets : Prix de la petite édition, Guide de la petite édition, Almanach poétique etc. Dans une logique de projet collaboratif et de service public, soit un outil de médiation au service des lecteurs, des petits éditeurs, des événements, de ceux qui créent et font le livre.
Avec ses 21 917 membres/lecteurs inscrits (septembre 2009), c’est le plus important réseau social de lecteurs francophones dans le domaine de l’internet littéraire.
Le site a fermé en septembre 2009, faute de moyens.

## Principe et buts
- Web services aux lecteurs (espace personnels, forums, blogs…)
- Guide et Prix de la petite édition
- Agenda
- Veille sur l’internet culturel, Annuaire des sites
- Mise en lien/réseau des individus/des communautés & des contenus
- Expérimentation/confrontation entre la publication, l’édition & la technologie, l’outil, le média internet…
- Le public : Les lecteurs amateurs ; Les bibliothécaires ; Les libraires indépendants ; Les éditeurs ; Les prescripteurs du livre

## Note
1. ↑  Allocution de Catherine Trautmann